# TJ Sokol Březina
TJ Sokol Březina (celým názvem: Tělovýchovná jednota Sokol Březina) je český sportovní klub, který sídlí v obci Březina v Jihomoravském kraji. Založen byl v roce 1913 jako Tělocvičná jednota. Činnost Sokola byla v historii již dvakrát úředně přerušena a to v letech 1914–1918 a 1941–1945. Nejznámějším oddílem klubu je ledního hokeje, který od sezóny 2018/19 působí v Krajské lize Jižní Moravy a Zlína (4. nejvyšší soutěž v republice). Klubové barvy jsou černá, bílá a žlutá.
Mimo mužský oddíl ledního hokeje má sportovní klub i jiné oddíly, mj. oddíl malé kopané, stolního tenisu a aerobiku.
V Březině se nachází přírodní kluziště, o které se klub stará. Dříve se zde odehrávaly také soutěžní zápasy, to však později s vyššími nároky na hrací plochu nebylo možné. Všechny utkání Okresního přeboru odehrával klub na ZS v Blansku, kde se odehrávala celá soutěž. Před sezónou 2018/19 klub změnil svůj domovský stánek. Nově hraje domácí utkání na nově vybudovaném ZS ve Vyškově.

## Historie ledního hokeje v Sokolu
Zdroj: 
Hokejový oddíl TJ Sokol Březina byl založen v roce 1968. Kromě mužského týmu hrály i žákovské či dorostenecké týmy. Tým mužů po většinu času hrál v blanenském Okresním přeboru. Březina ale hrála i krajské přebory, ať už KP1 i KP2. V posledních zhruba 20 letech však působila výhradně v Okresním přeboru. Mezi nejúspěšnější sezóny patří ta loňská. Mužstvo TJ Sokol Březina se stalo vítězem Okresního přeboru a zajistilo si právo postupu do vyšší soutěže.
Pro sezónu 2018/19 se klub přihlásil do Krajské ligy mužů Jižní Moravy a Zlína. Tuto soutěž hraje celkem 14 mužstev. Kromě klubů z Jihomoravského a Zlínského kraje, zde hrají také týmy z kraje Vysočina a z kraje Olomouckého. Každý se s každým utká dvakrát a nejlepších 8 týmů postupuje do play-off. Zbylým 6 týmům sezóna končí. Vítěz má právo se účastnit kvalifikace o 2. ligu.

## Přehled ligové účasti
Stručný přehled
Zdroj: 
- 2007–2018: Blanenský okresní přebor (5. ligová úroveň v České republice)
- 2018– : Jihomoravská a Zlínská krajská liga (4. ligová úroveň v České republice)

Jednotlivé ročníky
Zdroj: 
Legenda: ZČ - základní část, červené podbarvení - sestup, zelené podbarvení - postup, fialové podbarvení - reorganizace, změna skupiny či soutěže
| Česko (2007 – ) |                                     |           |           |                                       |          |
| Sezóny          | Soutěž                              | Úroveň    | ZČ        | Play-off, nadstavba, sk. o udržení... | Poznámky |
| 2007/08         | Blanenský okresní přebor            | 5. úroveň | 6. místo  |                                       | [ 11 ]   |
| 2008/09         | Blanenský okresní přebor            | 5. úroveň | ?. místo  |                                       |          |
| 2009/10         | Blanenský okresní přebor            | 5. úroveň | 3. místo  |                                       | [ 12 ]   |
| 2010/11         | Blanenský okresní přebor            | 5. úroveň | ?. místo  |                                       |          |
| 2011/12         | Blanenský okresní přebor            | 5. úroveň | 3. místo  |                                       |          |
| 2012/13         | Blanenský okresní přebor            | 5. úroveň | 3. místo  |                                       | [ 13 ]   |
| 2013/14         | Blanenský okresní přebor            | 5. úroveň | 6. místo  |                                       | [ 14 ]   |
| 2014/15         | Blanenský okresní přebor            | 5. úroveň | 5. místo  |                                       | [ 15 ]   |
| 2015/16         | Blanenský okresní přebor            | 5. úroveň | 7. místo  |                                       | [ 16 ]   |
| 2016/17         | Blanenský okresní přebor            | 5. úroveň | 2. místo  | Zápas o 3. místo (prohra)             | [ 17 ]   |
| 2017/18         | Blanenský okresní přebor            | 5. úroveň | 1. místo  | Finále (výhra)                        | Postup   |
| 2018/19         | Jihomoravská a Zlínská krajská liga | 4. úroveň | 12. místo |                                       |          |
| 2019/20         | Jihomoravská a Zlínská krajská liga | 4. úroveň |           |                                       |          |